# Décès en 1008
Décès
- 1004
- 1005
- 1006
- 1007
- 1008
- 1009
- 1010
- 1011
- 1012

Cette page dresse une liste de personnalités mortes au cours de l'année 1008 :
- Février : Al-Hamadhani, écrivain arabe (né en 968), créateur des maqāmāt, ou séances[1].
- 17 mars : Kazan, empereur du Japon.
- 10 avril : Notger de Liège, premier prince-évêque de Liège.
- 20 novembre : Geoffroi Ier Bérenger, duc de Bretagne.

- Abd al-Malik al-Muzaffar, hadjib (chef politique et militaire) d'Al-Andalus.
- Al-Hamadhani, écrivain et épistolier arabo-persan. Il est l'inventeur du genre littéraire de la maqâma.
- Clothna mac Aenghusa (en), poète irlandais.
- Gourguen (roi des Kartvels).
- Gunnlaugr Ormstunga, scalde islandais.
- Hrafn Önundarson, scalde islandais.
- Madudan mac Gadhra Mór (en)
- Maslama al-Mayriti, mathématicien, chimiste et astronome d'Al-Andalus.
- Mathilde de Saxe, comtesse de Flandre, puis comtesse de Basse-Lotharingie.
- Mendo II Gonçalves, noble galicien  régent du royaume de Léon.
- Poppo (en), évêque de Cracovie.
- Raymond III, comte de Rouergue, marquis de Gothie
- Rotboald Ier, comte de Provence (° v. 957)[2].
- Ibn Zura, médecin et philosophe arabe chrétien.

## Crédit d'auteurs
- Cet article est partiellement ou en totalité issu de l'article intitulé « 1008 » (voir la liste des auteurs).